# Bellas mariposas (racconto)
Bellas mariposas è un racconto di Sergio Atzeni, pubblicato postumo nel 1996, a causa della prematura morte dell'autore (1995).

## Trama
Il racconto è ambientato a Cagliari nella metà degli anni 1990, nell'immaginario quartiere periferico di Santa Lamenera (identificabile tuttavia con Is Mirrionis per storie e personaggi), ed è scritto in slang cagliaritano.
La protagonista è Caterina, una ragazzina con una difficile situazione familiare, che gira la città con Luna, la sua amica del cuore, il 3 di agosto, il «giorno dell'ammazzamento di Gigi, l'innamorato suo». Le ragazzine cercano così di dimenticare, almeno per un giorno, la loro difficile vita, vissuta in un quartiere degradato con i suoi problemi, come la droga.

## Edizioni
- Sergio Atzeni, Bellas mariposas, Sellerio, Palermo 1996
- Sergio Atzeni, Bellas mariposas; Il demonio è cane bianco, L'Unione Sarda, Cagliari 2003

## Adattamento
Dal libro è stato tratto nel 2012 l'omonimo film di Salvatore Mereu. Tra gli interpreti: Sara Podda (Cate), Maya Mulas (Luna), Davide Todde (Gigi).